# Desis inermis
Desis inermis är en spindelart som beskrevs av Gravely 1927. Desis inermis ingår i släktet Desis och familjen Desidae. Inga underarter finns listade i Catalogue of Life.